# Orlane Kanor
Orlane Kanor (født 16. juni 1997 i Les Abymes, Guadeloupe) er en fransk håndboldspiller, som spiller for rumænske CS Rapid București og Frankrigs kvindehåndboldlandshold.

## Karriere
I 2015 forlod hun sin fødeø Guadeloupe og sin klub Zayen la Morne à l'eau eller l'Intrépide de Saint-Anne for at spille i den franske storklub Metz Handball's træningscenter. Hun debuterede på førsteholdet i sæsonen 2016-2017 og havde allerede præsteret stort i efteråret 2016, i fraværet af tyske Xenia Smits' skade.
Hun blev i februar 2017 indkaldt til samling af den franske landstræner Olivier Krumbholz for at deltage ved Golden League-turneringen på hjemmebane. Hun fik dog først debut på A-landsholdet i en landskamp mod Norge. Hun fik sin slutrundedebut ved VM i Kvindehåndbold 2017 i Tyskland, hvor Frankrig vandt guld. Hun har efterfølgende deltaget ved EM 2018 på hjemmebane, hvor holdet igen vandt guld og VM 2019 i Japan.

## Privatliv
Hun enægget tvillingsøster med Laura Kanor, der også spiller professionel håndbold